# Temporada 2008 del Campeonato Mundial de Rally
La temporada 2008 fue la edición 36º del Campeonato Mundial de Rally. Inició el 25 de enero con el Rally de Montecarlo y finalizó el 30 de noviembre en el Rally de Gran Bretaña.

## Cambios de reglas
- El orden de cada carrera será determinado por la clasificación en el rally y no por la posición en el campeonato.
- Se incorporó un servicio final (asistencia) de diez minutos, previo al podio final, con la intención de mantener la atracción hacia el parque de servicio hasta el último momento de cada competición.[1]

## Calendario
El calendario para la temporada fue publicado por la FIA el 31 de octubre de 2007, e incluyó un evento nuevo: el Rally de Jordania. También marca el regreso del Rally de Turquía y se conservaron los dos eventos americanos: el Rally México y el Rally de Argentina.
| N.º | Fecha                      | Prueba                 | Superficie      | Resultados |
| --- | -------------------------- | ---------------------- | --------------- | ---------- |
| 1   | 24-27 de enero             | Rally de Montecarlo    | Asfalto y hielo | Resultados |
| 2   | 8-10 de febrero            | Rally de Suecia        | Nieve y hielo   | Resultados |
| 3   | 28 de febrero - 2 de marzo | Rally México           | Tierra          | Resultados |
| 4   | 27-30 de marzo             | Rally de Argentina     | Tierra          | Resultados |
| 5   | 24-27 de abril             | Rally de Jordania      | Tierra          | Resultados |
| 6   | 16 al 18 de mayo           | Rally de Cerdeña       | Tierra          | Resultados |
| 7   | 29 de mayo - 1 de junio    | Rally Acrópolis        | Tierra          | Resultados |
| 8   | 13-15 de junio             | Rally de Turquía       | Tierra          | Resultados |
| 9   | 31 de julio - 3 de agosto  | Rally de Finlandia     | Tierra          | Resultados |
| 10  | 15-17 de agosto            | Rally de Alemania      | Asfalto         | Resultados |
| 11  | 28-31 de agosto            | Rally de Nueva Zelanda | Tierra          | Resultados |
| 12  | 2-5 de octubre             | Rally Cataluña         | Asfalto         | Resultados |
| 13  | 10-12 de octubre           | Rally de Córcega       | Asfalto         | Resultados |
| 14  | 24-26 de octubre           | Rally de Japón         | Tierra          | Resultados |
| 15  | 28-30 de noviembre         | Rally de Gran Bretaña  | Tierra          | Resultados |

## Equipos
Esta temporada los equipos inscritos en el campeonato de constructores se dividían en: Manufacturers (Constructores) y Manufacturer Teams (Equipos Constructores), estos últimos equipos privados que podían sumar puntos para dicho certamen.
| Equipo                                                | Constructor                                           | Vehículo                                              | Neumático                                             | Piloto                                                | Copiloto                                              | Rondas                                                |
| Equipos registrados en el campeonato de constructores | Equipos registrados en el campeonato de constructores | Equipos registrados en el campeonato de constructores | Equipos registrados en el campeonato de constructores | Equipos registrados en el campeonato de constructores | Equipos registrados en el campeonato de constructores | Equipos registrados en el campeonato de constructores |
| ----------------------------------------------------- | ----------------------------------------------------- | ----------------------------------------------------- | ----------------------------------------------------- | ----------------------------------------------------- | ----------------------------------------------------- | ----------------------------------------------------- |
| Citroën World Rally Team                              | Citroën                                               | Citroën C4 WRC                                        | P                                                     | Sébastien Loeb                                        | Daniel Elena                                          | 1-15                                                  |
| Citroën World Rally Team                              | Citroën                                               | Citroën C4 WRC                                        | P                                                     | Daniel Sordo                                          | Marc Martí                                            | 1-15                                                  |
| Ford World Rally Team                                 | Ford                                                  | Focus RS WRC 07/08                                    | P                                                     | Mikko Hirvonen                                        | Jarmo Lehtinen                                        | 1-15                                                  |
| Ford World Rally Team                                 | Ford                                                  | Focus RS WRC 07/08                                    | P                                                     | Jari-Matti Latvala                                    | Miikka Anttila                                        | 1-11, 14-15                                           |
| Ford World Rally Team                                 | Ford                                                  | Focus RS WRC 07/08                                    | P                                                     | François Duval                                        | Patrick Pivato                                        | 12-13                                                 |
| Subaru World Rally Team                               | Subaru                                                | Impreza WRC2007/8                                     | P                                                     | Petter Solberg                                        | Phil Mills                                            | 1-15                                                  |
| Subaru World Rally Team                               | Subaru                                                | Impreza WRC2007/8                                     | P                                                     | Chris Atkinson                                        | Stéphane Prévot                                       | 1-15                                                  |
| Subaru World Rally Team                               | Subaru                                                | Impreza WRC2008                                       | P                                                     | Brice Tirabassi                                       | Fabrice Gordon                                        | 12-13                                                 |
| Suzuki World Rally Team                               | Suzuki                                                | SX4 WRC                                               | P                                                     | Toni Gardemeister                                     | Tomi Tuominen                                         | 1-15                                                  |
| Suzuki World Rally Team                               | Suzuki                                                | SX4 WRC                                               | P                                                     | Per-Gunnar Andersson                                  | Jonas Andersson                                       | 1-15                                                  |
| Equipos constructores                                 |                                                       |                                                       |                                                       |                                                       |                                                       |                                                       |
| Stobart VK M-Sport Ford Rally Team                    | Ford                                                  | Focus RS WRC 07                                       | P                                                     | Gigi Galli                                            | Giovanni Bernacchini                                  | 1-10                                                  |
| Stobart VK M-Sport Ford Rally Team                    | Ford                                                  | Focus RS WRC 07                                       | P                                                     | François Duval                                        | Patrick Pivato                                        | 11, 14-15                                             |
| Stobart VK M-Sport Ford Rally Team                    | Ford                                                  | Focus RS WRC 07                                       | P                                                     | François Duval                                        | Eddy Chevaillier                                      | 1, 7                                                  |
| Stobart VK M-Sport Ford Rally Team                    | Ford                                                  | Focus RS WRC 07                                       | P                                                     | Matthew Wilson                                        | Scott Martin                                          | 3, 6, 11-15                                           |
| Stobart VK M-Sport Ford Rally Team                    | Ford                                                  | Focus RS WRC 07                                       | P                                                     | Jari-Matti Latvala                                    | Miikka Anttila                                        | 12-13                                                 |
| Stobart VK M-Sport Ford Rally Team                    | Ford                                                  | Focus RS WRC 07                                       | P                                                     | Henning Solberg                                       | Cato Menkerud                                         | 2, 4-5, 7-9                                           |
| Munchi's Ford World Rally Team                        | Ford                                                  | Focus RS WRC 07                                       | P                                                     | Henning Solberg                                       | Cato Menkerud                                         | 3, 6, 11-12, 14                                       |
| Munchi's Ford World Rally Team                        | Ford                                                  | Focus RS WRC 07                                       | P                                                     | Federico Villagra                                     | Jorge Pérez Companc                                   | 3-9, 11-12, 14                                        |
| Munchi's Ford World Rally Team                        | Ford                                                  | Focus RS WRC 07                                       | P                                                     | Luís Pérez Companc                                    | José María Volta                                      | 4, 9                                                  |
| Munchi's Ford World Rally Team                        | Ford                                                  | Focus RS WRC 07                                       | P                                                     | Armodios Vovos                                        | Loris Meletopoulos                                    | 7                                                     |
| Munchi's Ford World Rally Team                        | Ford                                                  | Focus RS WRC 07                                       | P                                                     | Barry Clark                                           | José Díaz                                             | 5                                                     |
| Munchi's Ford World Rally Team                        | Ford                                                  | Focus RS WRC 07                                       | P                                                     | Barry Clark                                           | Paul Nagle                                            | 8                                                     |
| Equipos no registrados como constructores             |                                                       |                                                       |                                                       |                                                       |                                                       |                                                       |
| PH-Sport                                              | Citroën                                               | Citroën Xsara WRC                                     | P                                                     | Conrad Rautenbach                                     | David Senior                                          | 1-2                                                   |
| PH-Sport                                              | Citroën                                               | Citroën C4 WRC                                        | P                                                     | Conrad Rautenbach                                     | David Senior                                          | 3-15                                                  |
| PH-Sport                                              | Citroën                                               | Citroën C4 WRC                                        | P                                                     | Urmo Aava                                             | Kuldar Sikk                                           | 2, 5-13                                               |
| PH-Sport                                              | Citroën                                               | Citroën C4 WRC                                        | P                                                     | Sébastien Ogier                                       | Julien Ingrassia                                      | 15                                                    |
| Stobart VK M-Sport Ford Rally Team                    | Ford                                                  | Focus RS WRC 07                                       | P                                                     | Barry Clark                                           | Paul Nagle                                            | 13, 15                                                |
| Stobart VK M-Sport Ford Rally Team                    | Ford                                                  | Focus RS WRC 07                                       | P                                                     | Valentino Rossi                                       | Carlo Cassina                                         | 15                                                    |
| Stobart VK M-Sport Ford Rally Team                    | Ford                                                  | Focus RS WRC 07                                       | P                                                     | Steve Perez                                           | Paul Spooner                                          | 15                                                    |
| Stobart VK M-Sport Ford Rally Team                    | Ford                                                  | Focus RS WRC 07                                       | P                                                     | Dave Weston, Jr                                       | Aled Davies                                           | 15                                                    |
| Ramsport                                              | Ford                                                  | Focus RS WRC 06                                       | P                                                     | Andreas Mikkelsen                                     | Ola Fløene                                            | 2, 8-10, 12-13                                        |
| Ramsport                                              | Ford                                                  | Focus RS WRC 06                                       | P                                                     | Andreas Mikkelsen                                     | Maria Andersson                                       | 6                                                     |
| BP Ford Abu Dhabi World Rally Team                    | Ford                                                  | Focus RS WRC 07                                       | P                                                     | Khalid Al Qassimi                                     | Michael Orr                                           | 1-2, 5-7, 9-10, 12-13, 15                             |
| Van Merksteijn Motorsport                             | Ford                                                  | Focus RS WRC 06/07                                    | P                                                     | Peter Van Merksteijn, Sr.                             | Hilco van Beek                                        | 2, 6, 10, 12                                          |
| Van Merksteijn Motorsport                             | Ford                                                  | Focus RS WRC 06/07                                    | P                                                     | Peter Van Merksteijn, Jr.                             | Eddy Chevaillier                                      | 10, 12                                                |
| Adapta World Rally Team                               | Subaru                                                | Impreza WRC 2007                                      | P                                                     | Mads Ostberg                                          | Ole Kristian Unnerud                                  | 2, 6-7, 9, 12-13, 15                                  |
| Subaru World Rally Team                               | Subaru                                                | Impreza WRC 08                                        | P                                                     | Brice Tirabassi                                       | Fabrice Gordon                                        | 12-13                                                 |
| Jean-Marie Cuoq                                       | Peugeot                                               | 307 WRC                                               | P                                                     | Jean-Marie Cuoq                                       | Philippe Janvier                                      | 1                                                     |

## Clasificación

### Campeonato de Pilotos
| Pos. | Piloto               | MON | SWE | MEX | ARG | JOR | ITA | GRC | TUR | FIN | GER | NZL | ESP | FRA | JPN | GBR | Puntos |
| ---- | -------------------- | --- | --- | --- | --- | --- | --- | --- | --- | --- | --- | --- | --- | --- | --- | --- | ------ |
| 1    | Sébastien Loeb       | 1   | Ret | 1   | 1   | 10  | 1   | 1   | 3   | 1   | 1   | 1   | 1   | 1   | 3   | 1   | 122    |
| 2    | Mikko Hirvonen       | 2   | 2   | 4   | 5   | 1   | 2   | 3   | 1   | 2   | 4   | 3   | 3   | 2   | 1   | 8   | 103    |
| 3    | Dani Sordo           | 11  | 6   | 17  | 3   | 2   | 5   | 5   | 4   | 4   | 2   | 2   | 2   | Ret | DSQ | 3   | 65     |
| 4    | Jari-Matti Latvala   | 12  | 1   | 3   | 15  | 7   | 3   | 7   | 2   | 39  | 9   | Ret | 6   | 4   | 2   | 2   | 58     |
| 5    | Chris Atkinson       | 3   | 21  | 2   | 2   | 3   | 6   | Ret | 13  | 3   | 6   | Ret | 7   | 6   | 4   | Ret | 50     |
| 6    | Petter Solberg       | 5   | 4   | 12  | Ret | Ret | 10  | 2   | 6   | 6   | 5   | 4   | 5   | 5   | 8   | 4   | 46     |
| 7    | François Duval       | 4   |     |     |     |     |     |     |     |     | 3   | Ret | 4   | 3   | Ret | 6   | 25     |
| 8    | Henning Solberg      | 9   | 13  | 5   | Ret | 4   | 7   | 8   | 5   | 5   | 7   | 9   | 11  | 15  | Ret | Ret | 22     |
| 9    | Gigi Galli           | 6   | 3   | Ret | 7   | 8   | 4   | Ret | Ret | Ret | Ret | Les | Les | Les | Les | Les | 17     |
| 10   | Matthew Wilson       | 10  | Ret | 6   | Ret | 5   | 12  | 6   | 7   | 9   | 12  | 17  | 9   | 8   | 7   | 9   | 15     |
| 11   | Urmo Aava            |     | 18  |     |     | Ret | 8   | 4   | Ret | 16  | 8   | 5   | 35  | 7   |     |     | 13     |
| 12   | Per-Gunnar Andersson | 8   | Ret | Ret | 24  | Ret | 9   | 11  | Ret | Ret | 15  | 6   | 32  | 17  | 5   | 5   | 12     |
| 13   | Toni Gardemeister    | Ret | 7   | Ret | Ret | Ret | Ret | 9   | Ret | 8   | 10  | 7   | 13  | 13  | 6   | 7   | 10     |
| 14   | Federico Villagra    |     |     | 7   | 6   | 6   | 14  | 13  | 9   | Ret |     | 8   | 12  |     | 9   |     | 9      |
| 15   | Conrad Rautenbach    | Ret | 16  | 16  | 4   | 26  | 13  | 10  | 8   | 10  | 10  | Ret | Ret | 14  | Ret | 15  | 6      |
| 16   | Andreas Mikkelsen    |     | 5   |     |     |     | Ret |     | 19  | 12  | 11  |     | 8   | 11  |     |     | 5      |
| 17   | Jean-Marie Cuoq      | 7   |     |     |     |     |     |     |     |     |     |     |     |     |     |     | 2      |
| 17   | Matti Rantanen       |     |     |     |     |     |     |     |     | 7   |     |     |     |     |     |     | 2      |
| 19   | Juho Hänninen        |     | 8   |     |     |     |     | 21  |     | 13  |     | 14  | 29  | 24  | 10  | Ret | 1      |
| 19   | Sébastien Ogier      |     |     | 8   |     | 11  | 22  |     |     | 36  | 19  |     | Ret | 20  |     | 26  | 1      |
| 19   | Andreas Aigner       |     | 31  |     | 8   |     |     | 14  | 11  | Ret |     | Ret |     |     |     | 13  | 1      |
| Pos. | Piloto               | MON | SWE | MEX | ARG | JOR | ITA | GRC | TUR | FIN | GER | NZL | ESP | FRA | JPN | GBR | Puntos |

| Color     | Resultado                                              |
| Oro       | Ganador                                                |
| Plata     | 2ª plaza                                               |
| Bronce    | 3ª plaza                                               |
| Verde     | Finalizó (diez primeros)                               |
| Azul      | Finalizó                                               |
| Violeta   | No terminó (Ret)                                       |
| Negro     | Descalificado (DES)                                    |
| Blanco    | No empezó (DNS)                                        |
| Blanco    | Excluido (EX)                                          |
| Blanco    | Lesionado (LES)                                        |
| Sin color | No participó                                           |
| x1        | Puntos extra                                           |
| (x)       | Entre paréntesis, puntos no computables para el total. |

### Campeonato de Constructores
| Pos. | Equipo                          | Rondas | Rondas | Rondas | Rondas | Rondas | Rondas | Rondas | Rondas | Rondas | Rondas | Rondas | Rondas | Rondas | Rondas | Rondas | Puntos |
| Pos. | Equipo                          | MON    | SWE    | MEX    | ARG    | JOR    | ITA    | GRC    | TUR    | FIN    | GER    | NZL    | ESP    | FRA    | JPN    | GBR    | Puntos |
| ---- | ------------------------------- | ------ | ------ | ------ | ------ | ------ | ------ | ------ | ------ | ------ | ------ | ------ | ------ | ------ | ------ | ------ | ------ |
| 1    | Citroën                         | 11     | 4      | 10     | 16     | 9      | 14     | 15     | 11     | 15     | 18     | 18     | 18     | 10     | 6      | 16     | 191    |
| 2    | Ford                            | 8      | 18     | 11     | 7      | 13     | 14     | 10     | 18     | 9      | 7      | 6      | 11     | 14     | 18     | 9      | 173    |
| 3    | Subaru                          | 10     | 6      | 9      | 8      | 6      | 3      | 8      | 3      | 9      | 7      | 5      | 6      | 7      | 6      | 5      | 98     |
| 4    | Stobart M-Sport Ford Rally Team | 8      | 8      | 3      | 3      | 7      | 5      | 3      | 4      | 4      | 6      | 0      | 4      | 7      | 2      | 3      | 67     |
| 5    | Suzuki                          | 2      | 3      | 0      | 1      | 0      | 1      | 3      | 0      | 2      | 1      | 7      | 0      | 1      | 7      | 6      | 34     |
| 6    | Munchi's Ford World Rally Team  | 0      | 0      | 6      | 4      | 4      | 2      | 0      | 3      | 0      | 0      | 3      | 0      | 0      | 0      | 0      | 22     |

### Campeonato de Producción
| Pos. | Piloto            | SWE | ARG | GRC | TUR | FIN | NZL | JPN | GBR | Pts |
| ---- | ----------------- | --- | --- | --- | --- | --- | --- | --- | --- | --- |
| 1    | Andreas Aigner    | 11  | 1   | 1   | 1   |     | Ret |     | 2   | 38  |
| 2    | Juho Hänninen     | 1   |     | 7   |     | 1   | 5   | 1   | Ret | 36  |
| 3    | Jari Ketomaa      | 2   | 3   | Ret |     | 3   | 6   |     | 4   | 28  |
| 4    | Patrik Sandell    | 3   | Ret | Ret | 2   |     | 2   |     |     | 22  |
| 5    | Martin Prokop     | 4   | 7   | 14  | DSQ |     | 1   |     | Ret | 17  |
| 6    | Martin Rauam      |     | 5   | DSQ | 4   |     | 3   | Ret |     | 15  |
| 7    | Fumio Nutahara    |     | 4   | 4   |     | 5   | Ret | 8   | Ret | 15  |
| 8    | Armindo Araújo    | 7   |     | 3   | 5   |     | 12  | 9   | 7   | 14  |
| 9    | Bernardo Sousa    | 8   | 8   | 2   | 11  |     | 7   |     | 9   | 12  |
| 10   | Patrik Flodin     | 16  |     |     |     | DSQ |     |     | 1   | 10  |
| 11   | Mirco Baldacci    |     | Ret | Ret | 3   |     | Ret | 6   | Ret | 9   |
| 12   | Toshihiro Arai    | 6   | Ret | Ret | Ret |     | Ret | 3   |     | 9   |
| 13   | Evgeny Novikov    |     | Ret | 15  | Ret |     | Ret | 2   | Ret | 8   |
| 14   | Sebastián Beltrán |     | 2   |     |     |     |     |     |     | 8   |
| 15   | Jussi Välimäki    |     |     |     |     | 2   |     |     |     | 8   |
| 16   | Guy Wilks         |     |     |     |     |     |     |     | 3   | 6   |
| 17   | Evgeny Aksakov    | 13  | 12  | 5   | Ret | 7   |     |     | Ret | 6   |
| 18   | Evgeny Vertunov   | Ret |     | 6   | 6   | Ret | Ret | Ret |     | 6   |
| 19   | Eyvind Brynildsen | 15  |     | Ret | Ret | 10  |     | 4   |     | 5   |
| 20   | Oscar Svedlund    | Ret |     |     |     | 4   |     |     |     | 5   |
| 21   | Hayden Paddon     |     |     |     |     |     | 4   |     |     | 5   |
| 22   | Uwe Nittel        | 5   | Ret | Ret | Ret |     |     |     |     | 4   |
| 23   | Takuma Kamada     |     |     |     |     |     |     | 5   |     | 4   |
| 24   | Jaromír Tarabus   |     |     |     |     |     |     |     | 5   | 4   |
| 25   | Amjad Farrah      |     | 6   | 9   | Ret |     |     |     |     | 3   |
| 26   | Spyros Pavlides   |     | 11  | Ret |     |     | 10  |     | 6   | 3   |
| 27   | Jussi Tiippana    | 11  |     |     |     | 6   |     |     |     | 3   |
| 28   | Simone Campedelli | 9   | 9   | Ret | 7   | 8   |     |     | 10  | 3   |
| 29   | Katsuhiko Taguchi |     |     |     |     |     |     | 7   |     | 2   |
| 30   | Giorgio Bacco     |     | 13  |     | 8   |     | Ret |     |     | 1   |
| 31   | David Higgins     |     |     |     |     |     |     |     | 8   | 1   |
| 32   | Loris Baldacci    |     |     | 8   |     |     |     |     | Ret | 1   |
| 33   | Stewart Taylor    |     |     |     |     |     | 8   |     |     | 1   |

- Referencias[3]

### Campeonato Junior

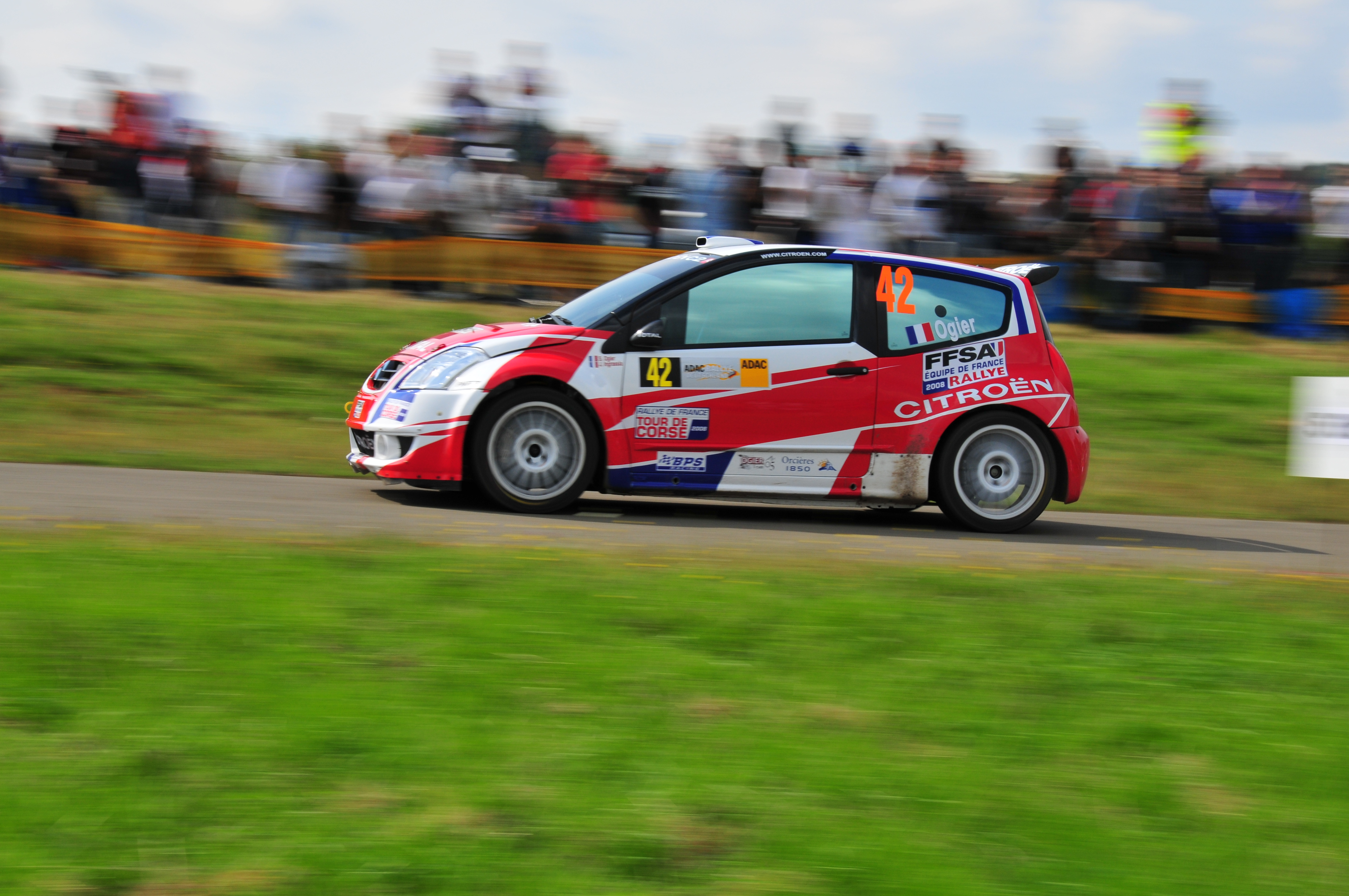
Sébastien Ogier se impuso en el Campeonato Junior con tres victorias.

| Pos. | Piloto             | MEX | JOR | ITA | FIN | ALE | ESP | FRA | Pts |
| ---- | ------------------ | --- | --- | --- | --- | --- | --- | --- | --- |
| 1    | Sébastien Ogier    | 1   | 1   | 5   |     | 1   | Ret | 2   | 42  |
| 2    | Aaron Burkart      | 4   |     | 3   | 4   | 2   | 3   | 5   | 34  |
| 3    | Martin Prokop      | 7   |     | 10  | 1   | Ret | 1   | 1   | 32  |
| 4    | Shaun Gallagher    | 6   | 2   | 4   | 5   | 4   | 4   |     | 30  |
| 5    | Michał Kościuszko  | 3   | Ret | 1   | 3   |     | 9   | Ret | 22  |
| 6    | Alessandro Bettega |     | Ret | 2   | Ret | 3   | 2   | Ret | 22  |
| 7    | Patrik Sandell     | 5   | Ret | 7   | 2   |     | 5   | 6   | 22  |
| 8    | Jaan Mölder        | 2   | Ret | 9   | Ret |     | 6   | 11  | 11  |
| 9    | Stefano Albertini  |     | 5   | 6   | 13  | 10  | 7   | 9   | 9   |
| 10   | Gilles Schammel    |     | 3   | 12  | 7   | Ret | Ret | 10  | 8   |
| 11   | Florian Niegel     |     | 4   | Ret | 9   | 8   | 10  | 7   | 8   |
| 12   | Simone Bertolotti  |     | 6   | Ret | 10  | 5   | 8   | Ret | 8   |
| 13   | Kevin Abbring      |     | Ret | Ret | 6   | 6   | 11  | 8   | 7   |
| 14   | Pierre Campana     |     |     |     |     |     |     | 3   | 6   |
| 15   | Pierre Marché      |     |     |     |     |     |     | 4   | 5   |
| 16   | Andrea Cortinovis  |     | 7   | 11  | DNS | 7   | DNS | DNS | 4   |
| 17   | Hans Weijs, Jr.    |     | Ret | 8   | 8   | Ret | Ret | 12  | 2   |
| 18   | Francesco Fanari   | 8   | 9   | 13  | 12  | 9   | Ret |     | 1   |
| 19   | Miloš Komljenović  | Ret | 8   | Ret | 11  |     |     |     | 1   |